# 劉餘澤
劉餘澤（16世紀—17世紀），字恩徵，號厚吾，武骧左卫軍籍山東济南府滨州人。明朝政治人物。

## 生平
九月初三日生，治春秋。寄籍宛平县，弟侄多科目显仕者。万历四年（1576年）丙子科順天府鄉試第一百十五名舉人，二十三年（1595年）乙未科二甲第三十三名进士，吏部觀政，选送翰林院读书，改庶吉士。二十五年八月授禮科给事中，二十六年巡视皇城、京营，二十七年二月出为陕西佥事、分巡关内道，三十年三月升右参议兼佥事，调管榆林中路兵备。歴升陕西延綏兵备副使，三十五年二月調任山西岢岚兵备副使，歷升山西参政、山西按察使，三十七年二月以三品满考，加升山西右布政使，仍管岢岚兵备。

## 家族
曾祖劉通。祖劉㝢，贈户部主事。父劉绳祖。母胡氏。慈侍下。娶尹氏，子芳声。弟劉餘光（庚子经魁）。